# 小原庄助さん
『小原庄助さん』（おはらしょうすけさん）は、1949年（昭和24年）11月8日公開の日本映画である。新東宝製作・東宝配給。監督清水宏。モノクロ、スタンダード、97分、検閲認証番号 : 10612。

## スタッフ
- 監督：清水宏[1]
- 製作：岸松雄[1]
- 脚本：清水宏、岸松雄[1]
- 撮影：鈴木博[1]
- 照明：石井長四郎[4]
- 録音：中井喜八郎[4]
- 美術：下河原友雄[1]
- 助監督：内川清一郎[2]
- 編集：笠間秀敏[4][5]
- 音楽：古関裕而[1]
- 製作主任：金巻博司[4]
- 現地協力：裾野中湯山家[6]

## 主題歌
- 『小原庄助さん』[6]
  - 作詞：野村俊夫[6]
  - 作曲：古関裕而[6]
  - 唄：赤坂小梅[6]、伊藤久男[6]、鶴田六郎、久保幸江[6]
  - コロムビアレコード（210842）
- 『懐かしの乙女』[6]
  - 作詞：西條八十[6]
  - 作曲：古関裕而[6]
  - 唄：霧島昇[6]、奈良光枝[6]
  - コロムビアレコード（210851）

## キャスト
- 小原庄助こと杉本左平太：大河内傳次郎[4]
- 妻・おのぶ：風見章子[1]
- マーガレット中田：清川虹子[4]
- おりつ（茂作の娘）：宮川玲子[1]
- おせき婆：飯田蝶子[1]（松竹）
- 紺野青造：田中春男[1]
- 和尚・月岡海空：清川莊司[4]
- 小六：鳥羽陽之助[1]
- 吉田次郎正：日守新一[1]（松竹）
- 哲夫（おりつの情夫）：鮎川浩[4]
- 幸一（おせきの伜）：川部守一[1]
- 世話人代表：石川冷[4]
- 古田：尾上桃華[6][5]
- おのぶの兄・正太郎：坪井哲[1]
- 茂作老人：杉寛[1]
- 部落の有志：高松政雄[6][4]
- 青年：倉橋享[6][4]
- コソ泥：今清水基二[5]
- 〃：高村洋三[6][4]
- 吉田の使い：佐川滉[5][4]
- 旅亭の女中：加藤欣子[6][4]
- 女将：徳大寺君枝[6][4]
- 赤坂小梅（特別出演）[4]

## 受賞歴
- 1949年度 第23回キネマ旬報賞
  - 日本映画ベスト・テン10位　『小原庄助さん』（清水宏監督）[7]